# タッパン

ロックランド郡内の位置

タッパン（Tappan）は、アメリカ合衆国ニューヨーク州のロックランド郡にある集落。人口は6,757人（2000年）。ニューヨーク・ステート・スルーウェイが通っている交通の要である。
また、ハドソン川を渡るタッパン・ジー・ブリッジの名前としても有名。行政上は国勢調査指定地域（CDP）であり、オレンジタウンに含まれる。

## 歴史
- 1691年　郡で初の裁判所が建設された（1737年まで存続）。
- 1711年　郡で初の学校が設立された（1860年まで存続）。
- 1780年　ジョージ・ワシントン将軍が 1700 DeWint Houseを使用した（1783年まで）。

## 交通
- パリセード・パークウェイ：ジョージ・ワシントン・ブリッジとロックランド郡を結ぶ。